# Vampire Forever
Pour plus de détails, voir Fiche technique et Distribution.
Vampire Forever ou Séduction à pleines dents aussi en France et au Québec (Once Bitten) est une comédie fantastique américaine réalisé par Howard Storm, sortie en 1985.

## Synopsis
Mark ne pense qu'à une chose : passer à l'acte. Mais tandis que sa petite amie le somme d'attendre, il fait la connaissance d'une superbe comtesse, un vampire tout à fait prête à l'action ! Mark se frotte les mains, satisfait d'avoir pu la conquérir… Mais après une fougueuse nuit avec la séduisante tentatrice, Mark commence à prendre les traits étranges d'une chauve-souris. Mark devra très vite trouver une façon de rompre la malédiction de sa maîtresse. Sinon, il devra dire adieu pour toujours à la lumière du jour et passer ses nuits avec elle pour l'éternité.

## Fiche technique
- Titre original : Once Bitten
- Titre français : Vampire Forever ou Séduction à pleines dents
- Réalisation : Howard Storm
- Scénario : Dimitri Villard
- Décors : Gene Rudolf
- Costumes : Jill M. Ohanneson
- Photographie : Adam Greenberg
- Montage : Marc Grossman
- Musique : John Du Prez
- Production : Samuel Goldwyn Jr.
- Société de production : Night Life Inc.
- Budget : 3,2 millions de dollars (2,46 millions d'euros)
- Pays d'origine :  États-Unis
- Langue originale : anglais
- Format : couleur - 1,85:1 - son stéréo - 35 mm
- Genre : Comédie horrifique et fantastique
- Durée : 94 minutes
- Date de sortie : 15 novembre 1985 (États-Unis)

## Distribution
Note : en France le film est sorti directement en VHS (1995), le doublage date de la même année.
- Jim Carrey (VF : Emmanuel Curtil) : Mark Kendall
- Lauren Hutton (VF : Frédérique Tirmont) : La comtesse
- Karen Kopins (VF : Nathalie Régnier) : Robin Pierce
- Cleavon Little (VF : Med Hondo) : Sebastian
- Thomas Ballatore (VF : William Coryn) : Jamie
- Skip Lackey (VF : Thierry Wermuth) : Russ
- Jeb Stuart Adams : World War I Ace Vampire
- Joseph Brutsman (it) : Confederate Vampire
- Stuart Charno : Cabin Boy Vampire
- Robin Klein : Flowerchild Vampire

## Autour du film
Après le succès de The Mask (1994), Pathé sort en 1995 deux films en vidéo avec Jim Carrey : Ace Ventura et Vampire Forever. Ce dernier film est doublé à cette occasion en français. À cette occasion (tardive), Jim Carrey est, de ce fait, doublé par le comédien Emmanuel Curtil. Ce dernier a en effet déjà doublé Jim Carrey à deux reprises la même année dans The Mask et Dumb and Dumber.
Le titre français du film Vampire Forever est choisi par Pathé pour évoquer le film Batman Forever sorti la même année et où apparait également Jim Carrey dans le rôle du Sphinx.
En France, le film n'est sorti qu'en VHS. Cependant, une édition DVD a été éditée au Bénélux sous le titre Séduction à pleines dents.
En 2013, le film est ressorti en DVD sous le titre Séduction à pleines dents distribué par MGM.